# Introduzione e allegro (Elgar)
L'Introduzione e allegro per archi, Op. 47, è un brano del 1905 scritto dal compositore inglese Edward Elgar.

## Storia
Elgar compose il brano nel 1905 per l'esecuzione in un concerto tutto Elgar dalla London Symphony Orchestra appena formata. Scritto per quartetto d'archi e orchestra d'archi, Elgar lo compose per mostrare il virtuosismo dei musicisti. Sebbene l'accoglienza iniziale della critica sia stata tiepida, nella migliore delle ipotesi, la partitura fu ben presto riconosciuta come un capolavoro. L'opera, che dura dai dodici ai quattordici minuti, è come una poesia sinfonica a più livelli per orchestra d'archi, con diversi temi di spicco.
Il lavoro è dedicato a Samuel Sanford, che era stato determinante nel far ottenere a Elgar un dottorato onorario di musica all'Università di Yale il 28 giugno 1905, dove il Pomp and Circumstance n. 1 fu suonato per la prima volta durante la cerimonia di conferimento.

## Struttura
Il brano si apre con una fanfara discendente tutti, che si snoda in una sezione moderato in chiave maggiore, intervallata da una sezione Allegretto e poco stringendo composta da due misure di durata. Prefigurando un tema lirico e lento, interpretato dalla viola solista, Elgar scende a cascata tra voce solista e orchestra usando l'eco. Elgar scrive che questo tema è una citazione di una canzone cantata da una voce lontana che aveva ascoltato durante una vacanza in Galles. Una sezione espressiva e romantica porta a una ricapitolazione della fanfara iniziale e del tema gallese, ponendo fine all'Introduzione e passando giovialmente all'Allegro.
L'Allegro inizia con un tema in sol maggiore costruito attorno a un motivo di note quarta-ottava-ottava. 21 battute di semicrome ininterrotte costruite da un piano fino a un potente forte mentre il pezzo arriva a una emiolia in sol maggiore, riproposizione della fanfara iniziale dell'Introduzione. Invece di una sezione di sviluppo come ci si aspetterebbe dalla forma-sonata tradizionale, viene introdotto un nuovo tema, una vigorosa fuga in cui il pezzo torna alla chiave di apertura di sol minore. In una lettera al suo buon amico A. J. Jaeger (il "Nimrod" delle Enigma Variations), Elgar si riferiva a questa sezione come un "diavolo di una fuga". Dopo che la fuga è terminata, i temi del brano sono tutti ricapitolati in sol maggiore, inizialmente iniziati da un'orchestra all'unisono prima di dividere l'eco tra orchestra e quartetto solista. Con il tema gallese che si ripete in una successione di tre volte prima di attaccare con un importante ƒƒƒ in cui l'orchestra è di nuovo all'unisono (vedi Polifonia), con un'eco questa volta del quartetto solista, un cambiamento rispetto al resto del brano. Il tema gallese appare in tutto il suo splendore in una coda trionfante per la quinta e ultima volta, prima di terminare con una cadenza perfetta ternaria seguita da un accordo di sol maggiore in cui l'intera orchestra suona un pizzicato, tranne i contrabbassi, che suonano con gli archi.

### Stile compositivo
Introduzione e allegro fu composto in una forma neo-riesumata del concerto grosso barocco. Tuttavia, tali assoli non si limitano esclusivamente al quartetto solista, ma sono piuttosto spesso distribuiti nell'orchestra di accompagnamento, come alla prima transizione che introduce l'Allegro. Il quartetto solista, tuttavia, spesso si fonde nuovamente con l'orchestra, ma raramente suona esattamente le stesse note dell'orchestra di accompagnamento.
La polifonia detta gran parte del pezzo, spesso con più temi o motivi che si intersecano tra loro. Poiché la polifonia è la più complessa di tutte le strutture musicali, non sorprende che Introduzione e Allegro siano un tentativo di mostrare il virtuosismo di ogni musicista che esegue il brano.
Gran parte del pezzo si concentra sui tremendi tecnicismi virtuosistici contenuti nelle parti per violino. Dopotutto, il pezzo "rispecchia pienamente la conoscenza diretta di Elgar stesso come ex violinista". Ciò aggiunge tuttavia complicazioni agli strumenti a bassa frequenza, in particolare nella parte dei bassi, che può essere chiaramente considerata come uno dei più impegnativi del repertorio per orchestra d'archi. Questo, tuttavia, potrebbe essere Elgar che ricorda la forma barocca del concerto grosso, in cui le parti di violoncello e basso sono talvolta uguali.